# Pectiniunguis catalinensis
Pectiniunguis catalinensis är en mångfotingart som beskrevs av Chamberlin 1941. Pectiniunguis catalinensis ingår i släktet Pectiniunguis och familjen småjordkrypare. Inga underarter finns listade i Catalogue of Life.